# Albert Wolff
Albert Louis Wolff (París, 19 de enero de 1884 - París, 20 de febrero de 1970) fue un director de orquesta y compositor francés.

## Biografía
Nacido de padres neerlandeses, fue alumno de Xavier Leroux, André Gedalge y Paul Vidal en el conservatorio de París. Debutó como pianista en los cabarets parisinos. Entre 1906 y 1910, fue organista en Santo Tomás de Aquino. En 1908, entró en la Opéra-Comique como director de coro antes de dirigir la creación de La Jota de Raoul Laparra el 26 de abril de 1911.
Durante la Primera Guerra Mundial, sirvió en la aviación. Aún llevaba el uniforme cuando terminó su ópera L'Oiseau bleu, sobre un libreto de Maurice Maeterlinck, que estrenó el 27 de diciembre de 1919 en la Metropolitan Opera de Nueva York. De 1919 a 1921, allí dirigió el repertorio francés antes de regresar a París para asumir la sucesión de André Messager como director musical de la Opéra-Comique hasta el año 1924.
En 1925, fue nombrado jefe segundo de los conciertos Pasdeloup. Estuvo a la cabeza de los conciertos Lamoureux entre 1928 y 1934 luego fue presidente y director de orquesta principal de los conciertos Pasdeloup en 1934, puesto que conservaría hasta su muerte. Estuvo en Sudamérica entre 1940 y 1945 y dirigió brevemente la Opéra-Comique (en el marco de la RTLN) en 1945-1946.

## Obra
Ópera
- Sœur Béatrice (compuesta en 1911; estrenada en Niza en 1948).
- Le Marchand de masques (estrenada en Niza en 1914).
- L'Oiseau bleu (estrenada en Nueva York el 27 de diciembre de 1919).

Ballet
- Le Clochard, según un escenario de su hijo Pierre Wolff, estrenado el 10 de enero de 1959.

Música sinfónica
- La Randonnée de l'âme défunte, poema sinfónico según Anatole Le Braz (compuesto en 1926; estrenado en París el 14 de marzo de 1936).
- Concerto pour flûte (compuesto en 1943).
- Symphonie en la, estrenado en los conciertos Pasdeloup al mismo tiempo que su Concerto pour flûte el 19 de enero de 1947.

Varios
- Requiem para solistas, coro y orquesta (compuesto en 1939; estrenado en los conciertos Pasdeloup el 25 de marzo de 1939).
- Música de cámara; obras vocales; música de películas.